# Wieża Bismarcka na Witoszy
Wieża Bismarcka na Witoszy (według oficjalnej terminologii w Staniszowie) – nieistniejąca już wieża Bismarcka, stojąca na szczycie góry Witosza.

## Historia
Wieża powstała z inicjatywy Zrzeszenia Sektora Prywatnego z Jeleniej Góry w latach 1899–1900. Na miejsce budowy wybrano szczyt Witoszy (484 m n.p.m.). Do realizacji wybrano projekt jeleniogórskiego rzeźbiarza i architekta Alfreda Daehemla, twórcy kolumny Bismarcka w Boguszowie-Gorcach, wzorowany na projekcie Zmierzch Bogów autorstwa Wilhelma Kreisa. Wykonanie robót zlecono A. Daehmelowi. W sierpniu 1900 roku rozpoczęto budowę, która zakończyła się 23 września 1901 roku. Wieża została wysadzona po 1945 roku.

## Dane techniczne
- wysokość: 14 metrów
- wykonanie: porfir
- koszt: 9000 marek